# Gasport (New York)
Gasport est une census-designated place du comté de Niagara, dans l'État de New York, aux États-Unis,. En 2020, elle compte une population de 1 296 habitants.